# Elisabethstraße (Riga)
Die Elisabethstraße (lettisch Elizabetes iela) ist eine Straße im historischen Teil von Riga. Sie verläuft von der Exportstraße (Eksporta) am Hafen von Riga bis zur Ahornstraße (Kļavu) am Bahndamm am Hauptbahnhof Riga. Die Gesamtlänge beträgt 2.222 Meter.
Es ist eine der großen innerstädtischen Straßen der Stadt und reich an Sehenswürdigkeiten und architektonischen Denkmäler. An die Elisabethstraße grenzen die Parkanlagen Schützengarten (Kronvalda park), die Esplanade und der Wöhrmannsche Garten.

## Geschichte

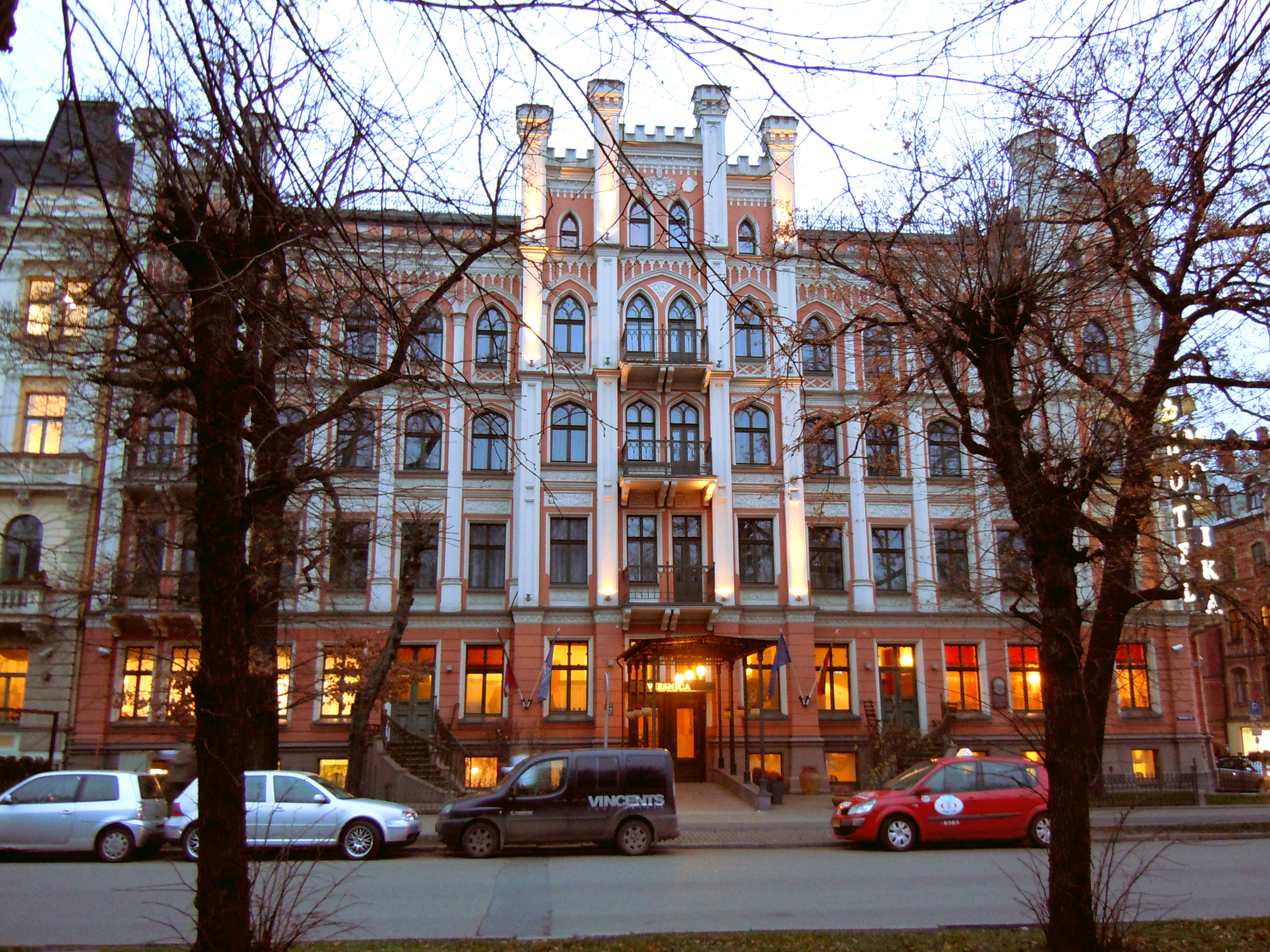
Tiesenhausen-Haus (Elizabetes iela 21)

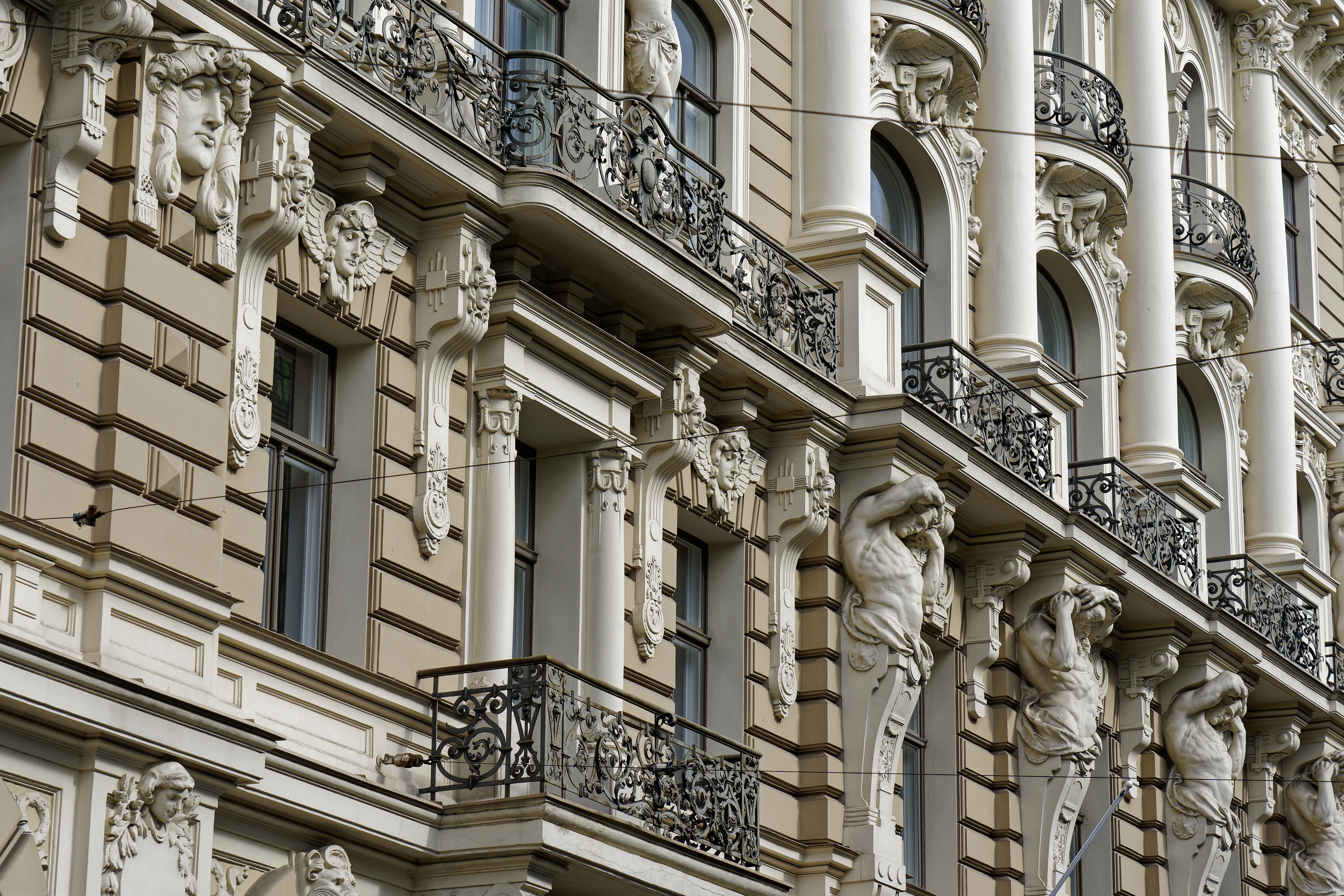
Fassade des Wohnhauses Elizabetes iela 33, Architekt: Michail Eisenstein

Die Straße wurde bei der Erstellung des Stadtentwicklungsplans geplant, nachdem die Holzgebäude der Vororte von Riga während des Vaterländischen Krieges von 1812 prophylaktisch niedergebrannt worden waren. In diesem Zuge entstand auch die Alexanderstraße, die zu Ehren von Zar Alexander I. benannt wurde, heute Brīvības iela (Freiheitsstraße), sowie die Elisabethstraße, die zu Ehren der Frau von Alexander, der russischen Kaiserin Elisabeth Alexejewna, benannt ist.
Die Vororte wurden während der Regierungszeit des Rigaer Gouverneurs Filippo Paulucci rekonstruiert. Tatsächlich diente die Elisabethstraße als Grenzlinie zwischen dem von der Stadtbebauung freien Territorium (in der militärischen Tradition wurden solche Orte in der Geschichte der europäischen Festungsstädte Esplanaden (oder Glacis) genannt) und den ersten Holzgebäuden mit Gärten und privaten Gemüsegärten am Stadtrand (Vorstadt). Anstelle der ehemaligen Esplanade von Riga befinden sich heute öffentliche und repräsentative Gebäude sowie eine Kette von Stadtparks, von denen einer den Namen Esplanade beibehalten hat.
Die Elisabethstraße erstreckte sich vom Ersten Weidendamm (Ganību dambis) in südöstlicher Richtung über den alten Teil der Stadt bis zum Ufer der Düna im Bereich des heutigen Zentralmarkts. 1885 wurde die Straße in Richtung des Hafens bis zur heutigen Eksporta iela (Exportstraße) erweitert. Nach einer Weile wurde die Elisabethstraße verkürzt, da der südliche Abschnitt auf dem Gebiet der Moskauer Vorstadt durch die Eisenbahntrasse unterbrochen wurde. Dieser Bereich zwischen Eisenbahn und Düna erhielt den Namen Turgenjewstraße (Turgeņeva iela).
Nachdem die Republik Lettland ein souveräner Staat und Lettisch die Amtssprache geworden war, hieß die Elisabethstraße analog Elizabetes iela.
Während der sowjetischen Okkupation Lettlands (1940/41 sowie Oktober 1944 bis 1990) war die Elizabetes iela in „Kirova iela“ (Kirowstraße) umbenannt; während der NS-Okkupation (1941 bis 1944) hieß sie „Wolter von Plettenberg-Ring“.

## Institutionen und Denkmale
- Nr. 15, war von 1997 bis 2016 Sitz der Österreichischen Botschaft in Riga
- Nr. 49, Sitz des Lettischen Olympischen Komitees

Auf der Südseite der Elisabethstraße wurde 2006 das Kalpaks-Denkmal, zum Gedenken an den lettischen Offizier Oskars Kalpaks eingeweiht.

## Architekten einzelner Häuser
Linke Straßenseite:
- Nr. 1 (von 1923) wurde von dem Deutschbalten Wilhelm Hoffmann (1869–1945) entworfen, mit Elementen des Jugendstils, von denen seit der letzten Fassadenrenovierung nicht mehr viel zu sehen ist.
- Nr. 3 (von 1899), 49 (von 1870) und 75 (von 1890) stammen von dem Deutschbalten Carl Johann Felsko (1844–1918), der die 49 für seine eigene Familie erbaute - jetzt sitzt hier das Lettische Olympische Komitee.
- Nr. 7 (von 1898), ursprünglich von Ertzdorff-Kupffer-Haus genannt, und 23 (von 1903) stammen von Herman Otto Hilbig, gebürtig aus Krefeld.
- Nr. 9 (von 1898-1899) wurde von dem Deutschbalten Rudolf Heinrich Zirkwitz (1857–1926) entworfen.
- Die Pläne für Nr. 13, ebenfalls der Häuser 77 bis 89 und 101-103, sind von Konstantīns Pēkšēns (1857–1928), einem der ersten lettischen Architekten, gestorben in Bad Kissingen.
- Nr. 17, 31 und 31a stammen von Heinrich Karl Scheel (1829–1909) aus Hamburg.
- Nr. 21, das Haus von Tiesenhausen, und 69, wurden entworfen von Edmund von Trompowsky (1851–1919), ebenfalls Deutschbalte und zeitlebens Rigaer.
- Nr. 29 und 29a, Architekten unbekannt, waren von 1921 bis 1940 das L'Institut Français de Riga bzw. das Herder Institut in Riga, eine private deutschbaltische Hochschule für Theologie und Philosophie.
- Nr. 33, ebenso wie die imposante Fassade der 10 auf der rechten Straßenseite, stammen in Jugendstilarchitektur von M. Eisenstein.
- Nr. 35 und 37 (beide von 1879) sind von Gustav Rudolf Winkler, ebenfalls Deutschbalte, entworfen.
- Nr. 45 und 47 (beide von 1913) sind aus der Feder des Deutschbalten Arthur Mödlinger (1880–1961).
- Die 51 stammt von dem deutschsprachigen Juden Paul Mandelstamm (1872–1941), gebürtig aus Žagarė an der litauisch-lettischen Grenze.
- Für die Nr. 67 (erbaut 1881) war Victor Carl Georg von Grabbe (1833–1894) verantwortlich.
- Zu den Häusern 77 bis 89 und 101-103 siehe oben.

Rechte Straßenseite:
- Nr. 2a (v. 1879) stammt von Gustav Rudolf Winkler, 4 (v. 1883) sowie 12 (v. 1886) und 24 (v. 1886) von Carl Johann Felsko und 6 (von 1901) von Herman Otto Hilbig (siehe jeweils oben).
- Die Nr. 8 (v. 1881), 18 (v. 1885) und 20 (v. 1886) wurden von dem Deutschbalten Johann Friedrich Baumann entworfen, die 10a und b (v. 1903), wie schon geschildert, in Jugendstilarchitektur von M. Eisenstein.
- Die Nr. 14 (von 1930) stammt von dem lettischen Architekten Teodors Hermanovskis und die 22 (v. 1899-1900) nochmals von Konstantīns Pēkšēns.

Der relativ hohe Anteil an deutschbaltischen und deutschen Namen an den Gebäuden ist durchaus typisch für das bürgerliche Riga des 19. und 20. Jahrhunderts bis 1940.

## Prominente Bewohner
- Nr. 13:

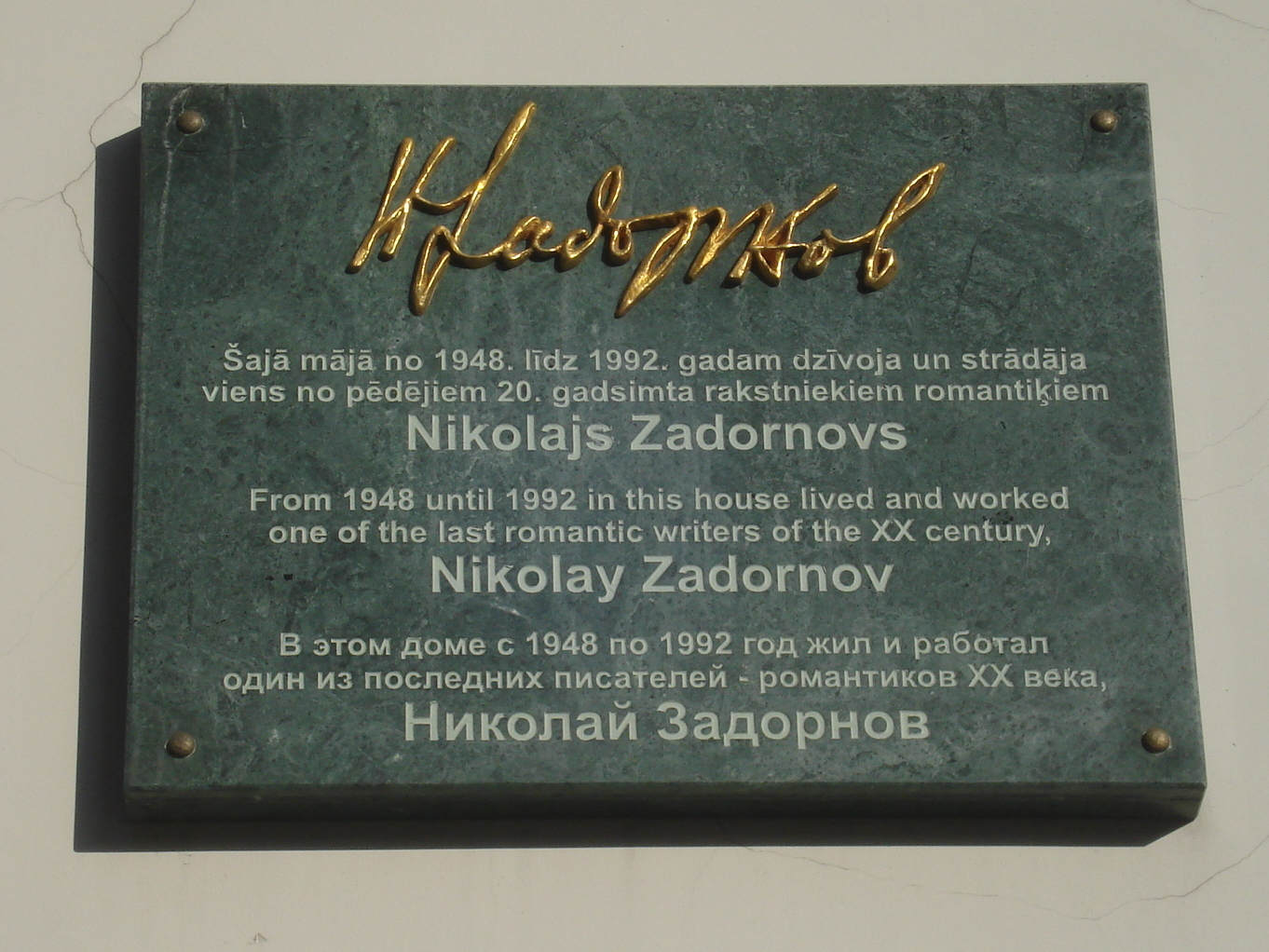
Gedenktafel an Nikolai Zadornov

  - 1945–1958 wohnte hier der umstrittene Schriftsteller und Politiker Vilis Lācis.
  - 1948–1992 wohnte hier der Schriftsteller Nikolai Zadornov, für den 2009 eine Gedenktafel enthüllt wurde.
- Nr. 21a: 1944–1966 wohnte hier der erste Sekretär des Zentralkomitees der Kommunistischen Partei Lettlands, Arvīds Pelše.
- Nr. 23: In der Wohnung ihrer Großeltern verbrachte die lettisch-jüdische Schriftstellerin und Film- und Theaterwissenschaftlerin Valentīna Freimane einen Teil ihrer Kindheit.
- Nr. 24: In der Wohnung Nr. 55 lebte seit 1918 der Maler und Grafiker Kārlis Padegs (1911–1940).
- Nr. 57:
  - In der Wohnung im dritten Stock lebte von 1945 bis 1956 der Dirigent und Volkskünstler der UdSSR Arvīds Jansons mit seiner Frau Iraida und seinem Sohn Mariss, der später ebenfalls ein weltberühmter Dirigent wurde. Nachdem Familie Jansons nach Leningrad umgezogen war, wurde die Wohnung dem Schriftsteller Andrejs Upīts übergeben. Nach seinem Tod wurde in der Wohnung ein Gedenkmuseum eingerichtet (Andreja Upīša memoriālais muzejs).
  - Die Wohnung 26 wurde von dem berühmten Künstlerpaar Roman Suta und Aleksandra Belzowa sowie später von Vaira Vīķe-Freiberga bewohnt; heute beherbergt sie das Romana Sutas un Aleksandras Beļcovas muzejs.
  - In diesem Haus hat die Republik Lettland den Ex-Präsidenten Guntis Ulmanis und Vaira Vīķe-Freiberga Wohnungen zur Verfügung gestellt.
- Nr. 63: In den 1920er und 30er Jahren lebte in der Wohnung Nr. 5 der Rigaer Filmmogul und Erbauer des Kinos Splendid Palace Vasily Emelyanov. Außerdem lebte hier der lettische Internist Martin Sihle (1863–1945), an den eine Gedenktafel erinnert.
- Nr. 101: Von 1932 bis 1940 wohnte im Haus der Maler, Bildhauer und Grafiker Jānis Roberts Tilbergs.